# Desiantha
Desiantha är ett släkte av skalbaggar. Desiantha ingår i familjen vivlar.

## Dottertaxa tillDesiantha, i alfabetisk ordning[1]
- Desiantha albidosparsa
- Desiantha alpina
- Desiantha assimilis
- Desiantha caudata
- Desiantha curvisetosa
- Desiantha ferruginea
- Desiantha foveata
- Desiantha humeralis
- Desiantha incontaminata
- Desiantha inermis
- Desiantha irrasa
- Desiantha lata
- Desiantha longa
- Desiantha maculata
- Desiantha major
- Desiantha malevolens
- Desiantha mecaspis
- Desiantha metallica
- Desiantha mucronata
- Desiantha murina
- Desiantha nigra
- Desiantha nociva
- Desiantha novicus
- Desiantha obscura
- Desiantha parva
- Desiantha parvicornis
- Desiantha parvonigra
- Desiantha praemorsa
- Desiantha praemorsus
- Desiantha puncticollis
- Desiantha pusilla
- Desiantha rostralis
- Desiantha sericea
- Desiantha silacea
- Desiantha stenoderes
- Desiantha trivitticollis
- Desiantha vegrandis
- Desiantha vittata